# Ius exclusivae

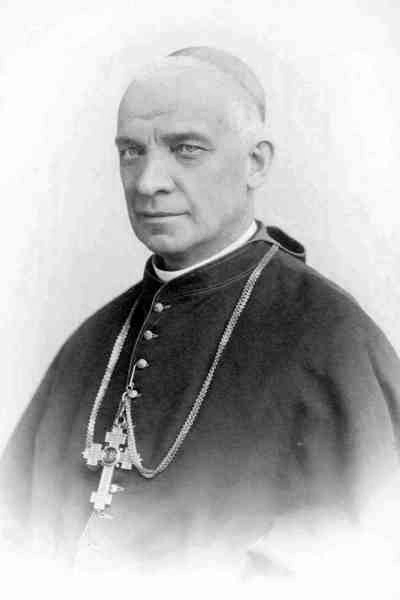
Jan kardinaal Puzyna de Kosielsko, de laatste die het Ius Exclusivae in stelling bracht

Het Ius exclusivae (Latijn voor Recht van uitsluiting) was in de geschiedenis van de conclaven het gewoonterecht dat bij de pauskeuze kon worden aangewend door de koningen van Frankrijk en Spanje en de keizers van het Heilige Roomse Rijk en later van Oostenrijk. Deze vorsten maakten, meestal via een kroon-kardinaal aan het conclaaf bekend welke kandidaten bij hen op onoverkomelijke bezwaren zouden stuiten.

## Oorsprong
Het recht vindt zijn oorsprong in de zeventiende eeuw en houdt geen verband met een ouder recht dat de Byzantijnse en Heilig Roomse keizers bezaten om na het conclaaf de pauskeuze te sanctioneren. Tijdens het conclaaf van 1644 werd het Recht voor het eerst aangewend door Spanje om te voorkomen dat Giulio Cesare Sacchetti gekozen zou worden. Dat lukte. Tijdens hetzelfde conclaaf had Frankrijk eveneens gebruik willen maken van het Ius Exclusivae en wel gericht tegen Giovanni Battista Pamphili, maar kardinaal Mazarin, die de opdracht had het recht te doen gelden, arriveerde pas in Rome toen Pamphili al als Innocentius X gekozen was. Na 1644 zou het recht nog elf keer in stelling worden gebracht.

## Laatste uitoefening
De laatste keer gebeurde dit – volkomen onverwacht – tijdens het conclaaf van 1903, op last van de Oostenrijkse keizer Frans Jozef I. Deze had aan de Poolse kardinaal Jan Puzyna de Kosielsko opdracht gegeven om bezwaar aan te tekenen tegen een eventuele verkiezing van de kardinaal-staatssecretaris Mariano Rampolla del Tindaro. Althans: zo was het formeel. In werkelijkheid had de kardinaal zelf – onderweg van Krakau naar Rome – een tussenstop gemaakt in Wenen om de keizer te suggereren van zijn oude recht gebruik te maken. Deze stemde daarin toe, onder meer omdat hij Rampolla te Fransgezind vond en ook omdat Rampolla te lauw had gereageerd op verzoeken uit Oostenrijk om de Oostenrijkse kroonprins Rudolf kerkelijk te mogen begraven, hoewel deze zelfmoord had gepleegd. Puzyna had zijn eigen redenen om Rampolla te willen blokkeren: hij vond dat de staatssecretaris te weinig afwijzend was tegen het modernisme.

## Opheffing
Na het conclaaf van 1903 maakte de nieuwe paus, Pius X per apostolische constitutie (Commisum Nobis) een einde aan het Ius exclusivae. Een vorst die zich op een dergelijk recht zou beroepen, zou onmiddellijke excommunicatie boven het hoofd hangen.